# Plectris spatulata
Plectris spatulata är en skalbaggsart som beskrevs av Frey 1967. Plectris spatulata ingår i släktet Plectris och familjen Melolonthidae. Inga underarter finns listade i Catalogue of Life.